# Olmeda de la Cuesta
Olmeda de la Cuesta és un municipi de la província de Conca, a la comunitat autònoma de Castella-La Manxa.

## Demografia
| 1991 |  | 1996 |  | 2001 |  | 2004 |  | 2006 |
| ---- |  | ---- |  | ---- |  | ---- |  | ---- |
| 54   |  | 54   |  | 39   |  | 42   |  | 39   |